# Henry Giroux
Henry A. Giroux (ur. 18 września 1943 w Providence, Rhode Island) – amerykański pedagog i socjolog. Twórca Ośrodka Edukacji i Studiów Kulturowych w Department of Educational Leadership Uniwersytetu w Miami.
Jest jednym z głównych teoretyków pedagogiki krytycznej w Ameryce, i wpływowym autorem w dziedzinach kulturoznawstwa, pedagogiki społecznej, teorii programów kształcenia i socjologii wychowania. W swoich publikacjach poddaje krytyce współczesny system szkolnictwa wraz z jej tradycyjnym nauczaniem. Zajmuje się teorią szkoły, w której bada nie tylko tradycyjne zależności pomiędzy nauczaniem a uczeniem się, ale również dynamiczny wpływ m.in. kultury masowej, języka i przynależności do subkultur na edukację szkolną.
W 2002 książka Palmer i in. z serii „Key Guides” Routledge zaliczyła Giroux do pięćdziesięciu najważniejszych współczesnych myślicieli edukacyjnych.

## Życie i kariera
Jest synem Alice Waldron i Armanda Giroux. Ukończył studia historyczne na Appalachian State University (M.A. 1968). Przez sześć lat był nauczycielem nauk społecznych w liceach w Barrington na Rhode Island, po czym podjął studia doktoranckie na wydziale historii Carnegie Mellon University (D.A. 1977). Pierwsze stanowisko profesora objął na Uniwersytecie Bostońskim, na którym pracował przez następne sześć lat. Następnie został profesorem edukacji i uczonym w rezydencji na Miami University. W tym czasie pełnił także funkcję dyrektora-założyciela Centrum Edukacji i Kulturoznawstwa. W 1992 r. objął 12-letnie stanowisko profesora Waterbury Chair na Uniwersytecie Stanu Pensylwania, pełniąc również funkcję dyrektora Waterbury Forum w dziedzinie edukacji i kulturoznawstwa. W 2004 r. Giroux objął katedrę Angielskiego i Kulturoznawstwa na Uniwersytecie McMastera w Hamilton. Obecnie jest dyrektorem Centrum Badań McMaster, i mieszka w Hamilton.

## Osiągnięcia
Prace autorskie Henry'ego Girouxa zdobyły wiele nagród. Opublikował ponad 60 książek, 200 rozdziałów i 400 artykułów i jest szeroko publikowany w literaturze edukacyjnej i kulturalnej. Obejmował honorowe profesury m.in. Miami University. Zdobył nagrodę Visiting Distinguished Professor Award w 1987 roku a w 1988 na Uniwersytecie Missouri w Kansas City. W latach 1992–2004 był profesorem Waterbury Chair na Penn State University. Był profesorem wizytującym ASA Knowles Chair na Northeastern University w 1995 roku. W 1995 r. wygrał również Tokyo Metropolitan University Fellowship for Research.
W 1998 r. Giroux został wybrany do Kapituły Laureatów Kappa Delta Phi. W latach 1998 i 1999 otrzymał wyróżnienie z wyróżnieniem w dziedzinie edukacji artystycznej w School of the Art Institute w Chicago. Zdobył nagrodę Getty Research Institute Visiting Scholar Award w okresie od maja do czerwca 2000 roku. Został wybrany jako Hooker Distinguished Visiting Profesor na Uniwersytecie McMastera w 2001 roku.
W 2001 roku zdobył nagrodę Jamesa L. Kinneavy za najwybitniejszy artykuł opublikowany w JAC w 2001 roku, który został zaprezentowany przez Stowarzyszenie Nauczycieli Zaawansowanego Składu podczas Konferencji na temat Składu Kolegium i Komunikacji w Chicago w marcu 2002. Został wyznaczony przez Uniwersytet Oxfordzki do przeprowadzenia wykładu im. Herberta Spencera. Giroux został wybrany jako Barstow Visiting Scholar na rok 2003 na Uniwersytecie Stanu Saginaw Valley. W 2005 roku został odznaczony tytułem doktora honoris causa przez Uniwersytet Pamięci w Nowej Fundlandii. Uniwersytet w Chains został nazwany przez Amerykańskie Stowarzyszenie Studiów Edukacyjnych jako odbiorca nagrody AESA w dziedzinie krytyki książki za 2008 rok. Został nazwany przez Toronto Star w 2012 roku jako jeden z 12 najlepszych Kanadyjczyków, którzy zmieniają sposób myślenia.  
Giroux jest współredaktorem naczelnym Przeglądu Edukacji, Pedagogiki i Kulturoznawstwa opublikowanym przez Taylora i Francisa.
Giroux jest aktywnym pisarzem i od lat 80. Publikuje swoje książki w każdym dziesięcioleciu. Poniżej znajduje się częściowa lista jego głównych publikacji książkowych. Jest ona uporządkowana według dekad i odwróconego porządku chronologicznego (tj. najnowsze publikacje wymienione jako pierwsze):
- 2018: American Nightmare: The Challenge of U.S. Authoritarianism, City Lights Publishers. ISBN 978-0-87286-753-6
- 2018: The Public in Peril: Trump and the Menace of American Authoritarianism, Routledge. ISBN 978-1-138-71903-3
- 2017: America at War with Itself, City Lights Publishers. ISBN 978-0-87286-732-1
- 2016: America's Addiction to Terrorism, Monthly Review Press ISBN 978-1-58367-570-0
- 2015: Dangerous Thinking in the Age of the New Authoritarianism, Routledge Publishers. ISBN 978-1-61205-864-1
- 2015: Disposable Futures: The Seduction of Violence in the Age of Spectacle, City Lights Publishers. ISBN 978-0-87286-658-4 (co-authored with Brad Evans)
- 2014: The Violence of Organized Forgetting: Thinking Beyond America's Disimagination Machine, City Lights Publishers. ISBN 978-0-87286-619-5
- 2014: Neoliberalism's War on Higher Education, Chicago, IL: Haymarket Books / Toronto, ON: Between the Lines Books. ISBN 978-1-60846-334-3 (Haymarket Books); ISBN 978-1-77113-112-4 (Between the Lines Books)
- 2013: Public Intellectuals Against the Neoliberal University, philosophersforchange.org
- 2013: Neoliberalism, Education, Terrorism: Contemporary Dialogues, Boulder, CO: Paradigm Publishers (co-authored with Jeffrey DiLeo, Sophia McClennen, and Kenneth Saltman)
- 2013: America's Education Deficit and the War on Youth, New York: Monthly Review Press
- 2013: Youth in Revolt: Reclaiming a Democratic Future, Boulder, CO: Paradigm Publishers
- 2012: Twilight of the Social: Resurgent Publics in the Age of Disposability, Boulder, CO: Paradigm Publishers
- 2012: Disposable Youth: Racialized Memories, and the Culture of Cruelty, New York: Routledge
- 2011: Education and the Crisis of Public Values: Challenging the Assault on Teachers, Students, & Public Education. New York: Peter Lang Publishing, Inc. ISBN 978-1-4331-1216-4
- 2015: Education and the Crisis of Public Values: Challenging the Assault on Teachers, Students, and Public Education. ISBN 978-1-4331-3067-0
- 2011: On Critical Pedagogy, New York: Bloomsbury Academic. ISBN 978-1441116222
- 2011: Education and the Public Sphere: Ideas of Radical Pedagogy, Cracow, Poland: Impuls (co-authored with Lech Witkowski)
- 2011: Zombie Politics in the Age of Casino Capitalism, New York: Peter Lang
- 2010: Hearts of Darkness: Torturing Children in the War on Terror, Boulder, CO: Paradigm Publishers
- 2010: The Mouse that Roared: Disney and the End of Innocence, 2nd Edition. Lanham, MD: Rowman & Littlefield Publishers (co-authored with Grace Pollock)
- 2010: Politics Beyond Hope: Obama and the Crisis of Youth, Race, and Democracy, (2010) Boulder, CO: Paradigm Publishers
- 2009: Youth in a Suspect Society: Democracy or Disposability?, London: Palgrave Macmillan
- 2008: Against the Terror of Neoliberalism: Beyond the Politics of Greed, Boulder, CO: Paradigm Publishers
- 2007: The University in Chains: Confronting the Military-Industrial-Academic Complex, Boulder, CO: Paradigm Publishers
- 2006: Stormy Weather: Katrina and the Politics of Disposability, Boulder, CO: Paradigm Publishers
- 2006: The Giroux Reader, Boulder, CO: Paradigm Publishers (edited by Christopher Robbins)
- 2006: America on the Edge: Henry Giroux on Politics, Education, and Culture, London: Palgrave Macmillan
- 2006: Beyond the Spectacle of Terrorism: Global Uncertainty and the Challenge of the New Media, Boulder, CO: Paradigm Publishers
- 2005: Against the New Authoritarianism: Politics after Abu Ghraib, Winnipeg, MAN: Arbeiter Ring Publishing / Oakland, CA: AK Press
- 2004: Terror of Neoliberalism: Authoritarianism and the Eclipse of Democracy, Boulder, CO: Paradigm Publishers
- 2004: Take Back Higher Education, London: Palgrave Macmillan (co-authored with Susan Searls Giroux)
- 2004: The Abandoned Generation: Democracy Beyond the Culture of Fear, London: Palgrave Macmillan
- 2002: Public Spaces/Private Lives: Democracy Beyond 9/11, Lanham, MD: Rowman & Littlefield Publishers
- 2002: Breaking In to the Movies: Film and the Culture of Politics, Malden, MA: Blackwell Publishers
- 2000: Stealing Innocence: Corporate Culture's War on Children, London: Palgrave Macmillan
- 2000: Impure Acts: The Practical Politics of Cultural Studies, New York: Routledge
- 1999: The Mouse that Roared: Disney and the End of Innocence, Lanham, MD: Rowman & Littlefield Publishers. ISBN 978-1-4422-0143-9
- 1998: Channel Surfing: Racism, the Media, and the Destruction of Today's Youth, New York: St. Martin's Press
- 1997: Pedagogy and the Politics of Hope: Theory, Culture, and Schooling, A Critical Reader, Boulder, CO: Westview Press
- 1996: Counternarratives: Cultural Studies and Critical Pedagogies in Postmodern Spaces, New York: Routledge (co-authored with Peter McLaren, Colin Lankshear, and Mike Cole)
- 1996: Fugitive Cultures: Race, Violence, and Youth, New York: Routledge
- 1994: Disturbing Pleasures: Learning Popular Culture, New York: Routledge
- 1993: Living Dangerously: Multiculturalism and the Politics of Difference, New York: Peter Lang
- 1993: Between Borders: Pedagogy and the Politics of Cultural Studies New York: Routledge (co-edited with Peter McLaren)
- 1992: Border Crossings: Cultural Workers and the Politics of Education, New York: Routledge
- 1991: Postmodern Education: Politics, Culture, and Social Criticism, Minneapolis, MN: University of Minnesota Press (co-authored with Stanley Aronowitz)
- 1989: Critical Pedagogy, The State, and the Struggle for Culture. Albany: State University of New York Press (co-edited with Peter McLaren).
- 1989: Popular Culture, Schooling, & Everyday Life. Westport, CT: Bergin & Garvey (co-edited with Roger Simon).
- 1988: Teachers as Intellectuals: Toward a Critical Pedagogy of Learning, (Introduction by Paulo Freire & Foreword by Peter McLaren. Westport, CT: Bergin and Garvey Press. ISBN 978-0-89789-156-1
- 1988: Schooling and the Struggle for Public Life, Minneapolis, MN: University of Minnesota Press
- 1985: Education Under Siege: The Conservative, Liberal, and Radical Debate Over Schooling, Westport, CT: Bergin and Garvey Press(co-authored with Stanley Aronowitz)
- 1983: The Hidden Curriculum and Moral Education: Deception or Discovery?, Berkeley, CA: McCutchan (co-edited with David E. Purpel)
- 1983: Theory and Resistance in Education, Westport, CT: Bergin and Garvey Press (Introduction by Paulo Freire)
- 1981: Curriculum & Instruction: Alternatives in Education. Berkeley: McCutchan (co-edited with Anthony Penna and William Pinar)
- 1981: Ideology, Culture and the Process of Schooling, Philadelphia, PA: Temple University Press

## Ważniejsze publikacje
- Theory and Resistance in Education: A Pedagogy for the Oposition, Ideology, Culture and the Process of Schooling, 1983
- Education under Siege, współautor, 1985
- Teachers asIntellectuals, 1988
- Schooling and theStruggle for Public Life: Critical Pedagogy in the Modern Age, 1988
- Critical Pedagogy, the State and Cultural Struggle, współredakcja, 1989
- Curriculum Discourse as Postmodernist Critical Practice, 1990
- Border Crossing. Cultural Workers and the Politics of Education, 1992
- Distrubing pleasures: Learning popular culture, 1994
- Fugitive culturaes: race, violence and youth, 1996

Źródło: